# Belcodène
Belcodène est une commune française située dans le département des Bouches-du-Rhône, en région Provence-Alpes-Côte d'Azur.
Ses habitants sont appelés les Belcodénois et Belcodénoises.

### Localisation

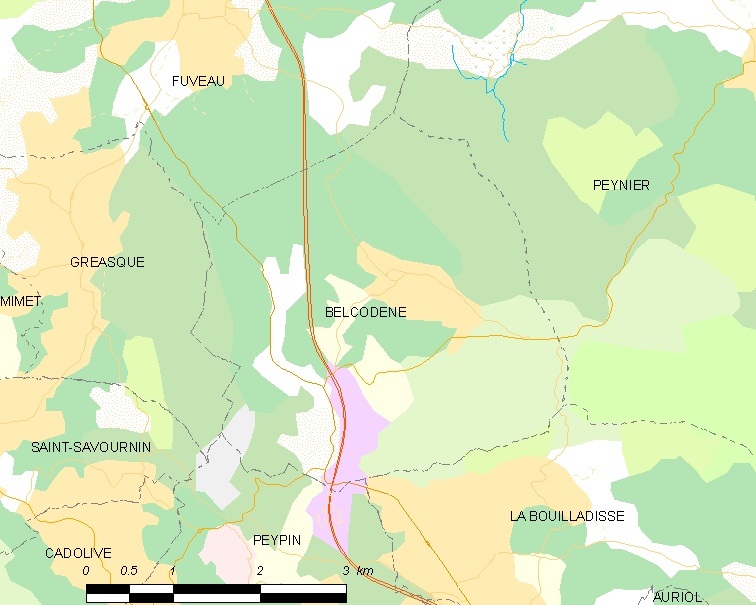
Carte de Belcodène et des communes limitrophes.

## Géographie

### Climat
Pour des articles plus généraux, voir Climat de Provence-Alpes-Côte d'Azur et Climat des Bouches-du-Rhône.
En 2010, le climat de la commune est de type climat méditerranéen franc, selon une étude du Centre national de la recherche scientifique s'appuyant sur une série de données couvrant la période 1971-2000. En 2020, Météo-France publie une typologie des climats de la France métropolitaine dans laquelle la commune est exposée à un climat méditerranéen et est dans la région climatique  Provence, Languedoc-Roussillon, caractérisée par une pluviométrie faible en été, un très bon ensoleillement (2 600 h/an), un été chaud (21,5 °C), un air très sec en été, sec en toutes saisons, des vents forts (fréquence de 40 à 50 % de vents > 5 m/s) et peu de brouillards.
Pour la période 1971-2000, la température annuelle moyenne est de 13,1 °C, avec une amplitude thermique annuelle de 15,5 °C. Le cumul annuel moyen de précipitations est de 695 mm, avec 5,9 jours de précipitations en janvier et 2,1 jours en juillet. Pour la période 1991-2020, la température moyenne annuelle observée sur la station météorologique de Météo-France la plus proche, « La Destrousse_sapc », sur la commune de La Destrousse à 6 km à vol d'oiseau, est de 14,5 °C et le cumul annuel moyen de précipitations est de 716,4 mm. 
La température maximale relevée sur cette station est de 43,1 °C, atteinte le 28 juin 2019 ; la température minimale est de −13,2 °C, atteinte le 11 février 2012,,.
Les paramètres climatiques de la commune ont été estimés pour le milieu du siècle (2041-2070) selon différents scénarios d'émission de gaz à effet de serre à partir des nouvelles projections climatiques de référence DRIAS-2020. Ils sont consultables sur un site dédié publié par Météo-France en novembre 2022.

## Urbanisme

### Typologie
Au 1er janvier 2024, Belcodène est catégorisée bourg rural, selon la nouvelle grille communale de densité à 7 niveaux définie par l'Insee en 2022.
Elle est située hors unité urbaine. Par ailleurs la commune fait partie de l'aire d'attraction de Marseille - Aix-en-Provence, dont elle est une commune de la couronne,. Cette aire, qui regroupe 115 communes, est catégorisée dans les aires de 700 000 habitants ou plus (hors Paris),.

### Occupation des sols
L'occupation des sols de la commune, telle qu'elle ressort de la base de données européenne d’occupation biophysique des sols Corine Land Cover (CLC), est marquée par l'importance des forêts et milieux semi-naturels (73,3 % en 2018), en diminution par rapport à 1990 (78,4 %). La répartition détaillée en 2018 est la suivante : 
forêts (51,2 %), milieux à végétation arbustive et/ou herbacée (21,2 %), zones urbanisées (9,3 %), terres arables (5,4 %), prairies (4,7 %), zones industrielles ou commerciales et réseaux de communication (4,4 %), zones agricoles hétérogènes (2,9 %), espaces ouverts, sans ou avec peu de végétation (1 %). L'évolution de l’occupation des sols de la commune et de ses infrastructures peut être observée sur les différentes représentations cartographiques du territoire : la carte de Cassini (XVIIIe siècle), la carte d'état-major (1820-1866) et les cartes ou photos aériennes de l'IGN pour la période actuelle (1950 à aujourd'hui).

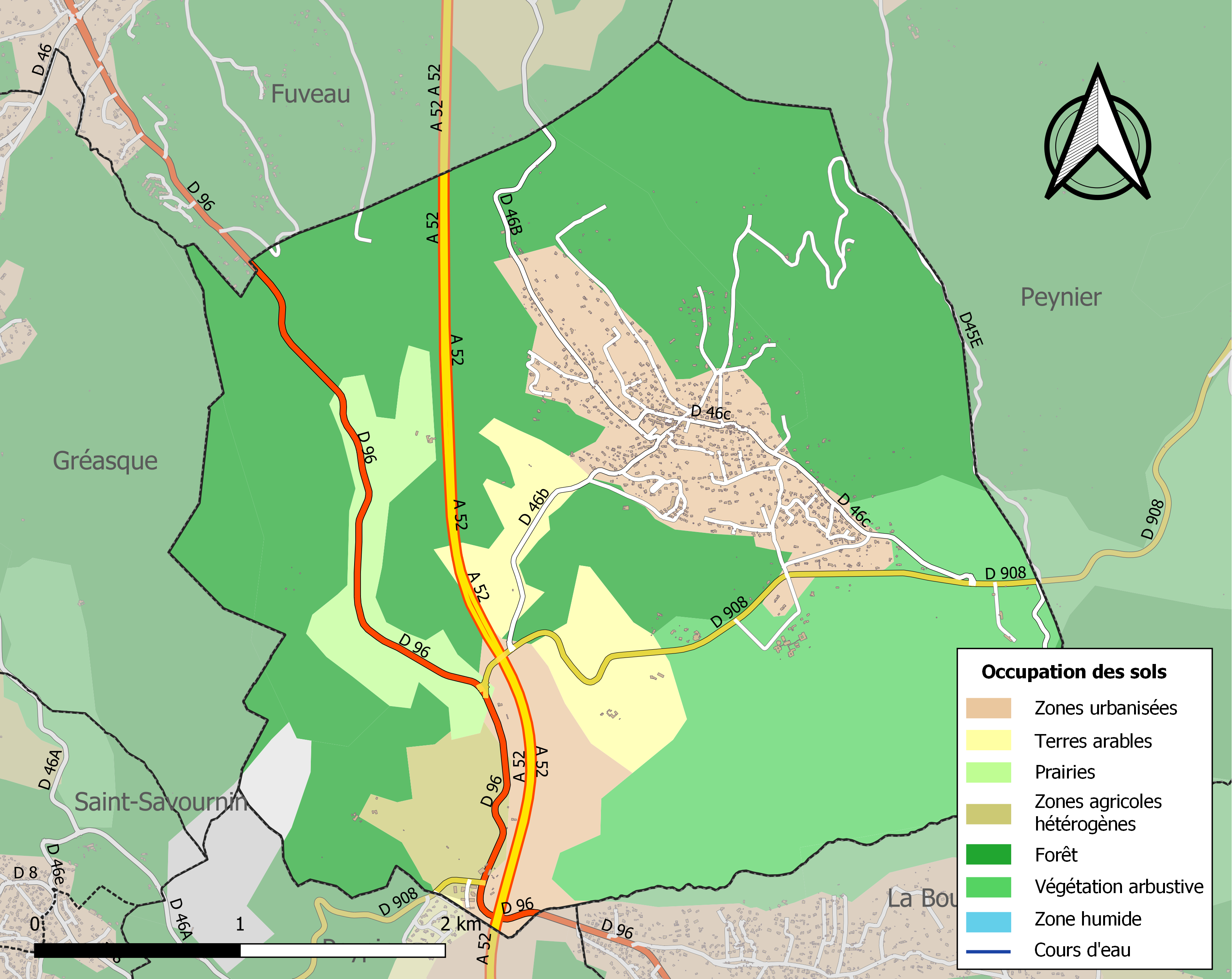
Carte des infrastructures et de l'occupation des sols de la commune en 2018 (CLC).

## Histoire

### Faits historiques
[pertinence contestée]Jean de Sabran (?-av.1384), capitaine d'Aix (1367), châtelain d'Aix (1370), viguier de Marseille (1381), fut seigneur d'Ansouis et grand chambellan de la reine Jeanne. Il était le troisième fils de Guillaume de Sabran, baron d'Ansouis et comte d'Ariano. Jean épousa avant 1351, Isoarde de Roquefeuil, dame de Puyloubier, de Belcodène et de Mimet, fille d'Isnard de Puyloubier, seigneur de Puyloubier et de Roquefeuil. Il eut de longs problèmes avec son frère Guillaume au sujet de l'héritage paternel, si bien que la reine Jeanne dut intervenir. Le 9 mars 1351, il prêta hommage pour Puyloubier à la reine Jeanne.

## Politique et administration

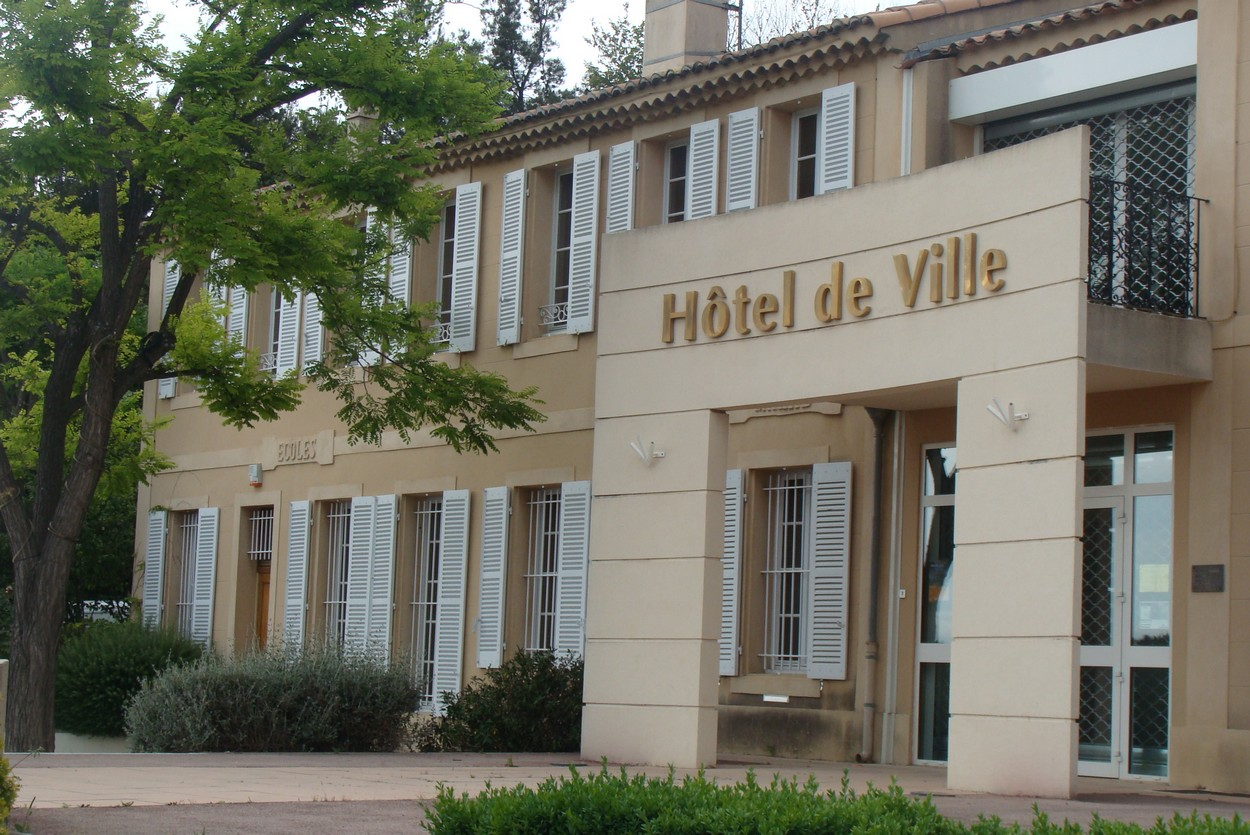
La mairie de Belcodène.

| Période                                  | Période      | Identité                | Étiquette     | Qualité       |
| ---------------------------------------- | ------------ | ----------------------- | ------------- | ------------- |
| 1973                                     | février 1983 | Léopold Ange Gombert    | Apparenté PCF | Agriculteur   |
| mars 1983                                | juin 1995    | Maurice Séverin Collomb | Apparenté PCF | Agriculteur   |
| juin 1995                                | En cours     | Patrick Pin             | Apparenté PCF | Fonctionnaire |
| Les données manquantes sont à compléter. |              |                         |               |               |

## Population et société

### Démographie
L'évolution du nombre d'habitants est connue à travers les recensements de la population effectués dans la commune depuis 1793. Pour les communes de moins de 10 000 habitants, une enquête de recensement portant sur toute la population est réalisée tous les cinq ans, les populations de référence des années intermédiaires étant quant à elles estimées par interpolation ou extrapolation. Pour la commune, le premier recensement exhaustif entrant dans le cadre du nouveau dispositif a été réalisé en 2007.

En 2022, la commune comptait 1 978 habitants, en évolution de +4 % par rapport à 2016 (Bouches-du-Rhône : +2,48 %, France hors Mayotte : +2,11 %).
| 1793 | 1800 | 1806 | 1821 | 1831 | 1836 | 1841 | 1846 | 1851 |
| ---- | ---- | ---- | ---- | ---- | ---- | ---- | ---- | ---- |
| 114  | 144  | 135  | 174  | 174  | 172  | 192  | 185  | 173  |

| 1856 | 1861 | 1866 | 1872 | 1876 | 1881 | 1886 | 1891 | 1896 |
| ---- | ---- | ---- | ---- | ---- | ---- | ---- | ---- | ---- |
| 214  | 228  | 234  | 196  | 210  | 195  | 185  | 184  | 186  |

| 1901 | 1906 | 1911 | 1921 | 1926 | 1931 | 1936 | 1946 | 1954 |
| ---- | ---- | ---- | ---- | ---- | ---- | ---- | ---- | ---- |
| 189  | 190  | 171  | 183  | 194  | 131  | 127  | 134  | 141  |

| 1962 | 1968 | 1975 | 1982 | 1990 | 1999  | 2006  | 2007  | 2012  |
| ---- | ---- | ---- | ---- | ---- | ----- | ----- | ----- | ----- |
| 131  | 195  | 327  | 542  | 865  | 1 436 | 1 697 | 1 731 | 1 849 |

| 2017  | 2022  | - | - | - | - | - | - | - |
| ----- | ----- | - | - | - | - | - | - | - |
| 1 898 | 1 978 | - | - | - | - | - | - | - |

### Manifestations culturelles et festivités
Tous les ans, traditionnellement le lundi de Pâques, la municipalité organise à l'occasion du Roumavage (d'un mot provençal qui signifie « pèlerinage ») un grand pique-nique pour tous les habitants.

### Personnalités liées à la commune
Ange Léopold GOMBERT, dit Léopold GOMBERT (1897-1974) maire de la Commune à l'issue de la libération, a été engagé dans les Forces Françaises combattantes, du réseau F.Y.R de l'OSS Office of Strategic Services de 1943 à 1944.
Le réseau F.Y.R sous le commandement du Lieutenant Bernard Benjamin BENEZRA dit Yves Bernard BENEZRA ou Bernard BERMOND était composé de 144 membres, et partagé en trois groupes : FRASCATI-YVES-RIAND.

À la demande du responsable de l'antenne de l'OSS américain à Alger, Henry HYDE, sollicite l'appui des services français, qui désignent Bernard BERMOND et Antoine Dominique BORGHI pour venir en aide aux agents des réseaux américains implantés dans la région de Marseille. Concomitamment, à l'insu du Général de Gaulle et de ses services, le Général GIRAUD charge le communiste Camille LARRIBERE d'établir un contact avec les dirigeants des maquis de la zone Sud de la métropole dans la perspective d'un débarquement en Provence.

### Héraldique

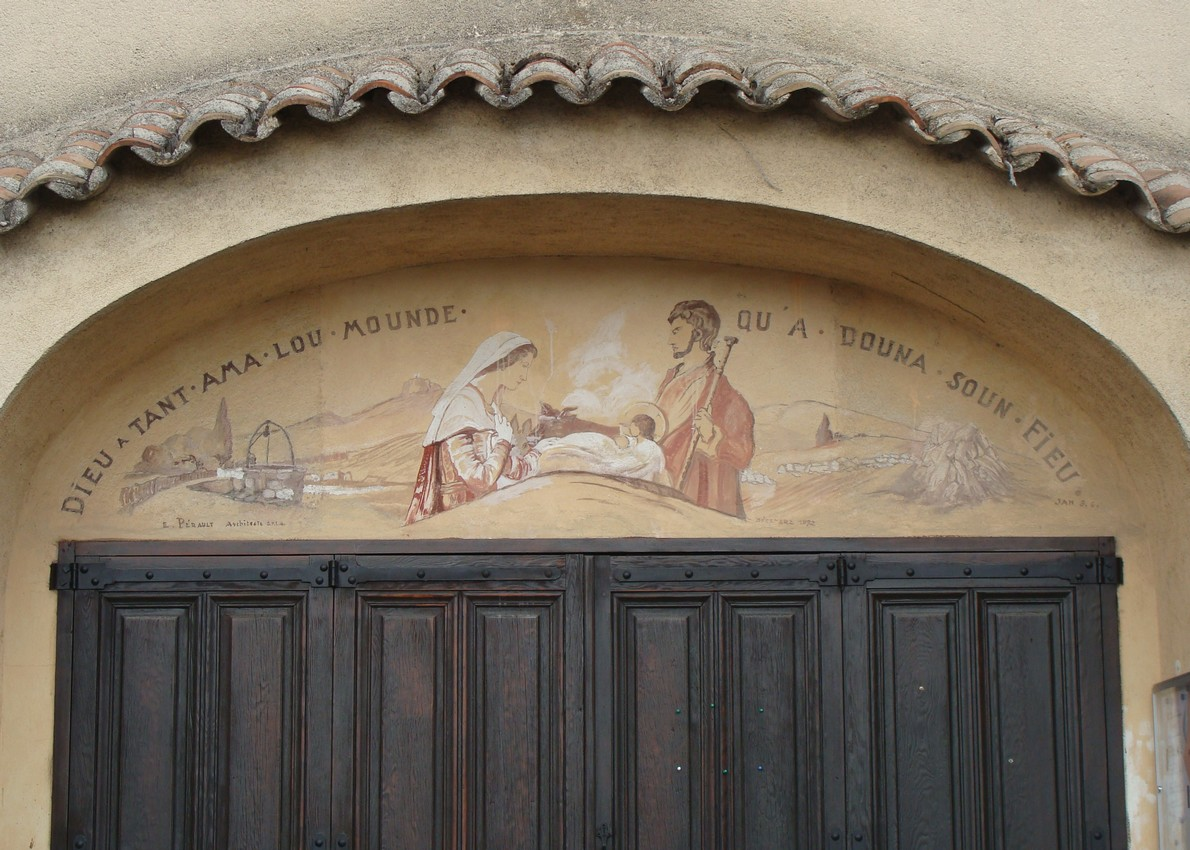
Détail de l'église paroissiale.

| Armes de Belcodène | Les armes peuvent se blasonner ainsi : De gueules à un lion d'argent. |

## Culture et patrimoine
- La ville possède une bibliothèque depuis 1994.
- Église Saint-Jacques-le-Mineur de Belcodène.